# Ранний буддизм
Термин Ранний буддизм может использоваться для отсылки к таким терминам как:
- Досектантский буддизм, который относится к учению, монашеской организации и структуре, созданной Гаутамой Буддой.
- Восемнадцать школ[англ.], которые включают в буддийское разделение (без формального раскола, в плане Винаи).

Период досектантского буддизма продолжался около 150 лет после смерти Гаутамы Будды. Различные расколы внутри монашеской организации появились с акцентированием на Абхидхаммическую литературу некоторыми школами. Эта литература была специфична для каждой школы, споры и диспуты между школами были основаны на Абхидхаммических писаниях. Тем не менее, фактические разделения первоначально были основаны на разночтениях в кодексе Виная (Монашеская дисциплина), хотя позднее, около 100 лет н.э. или ранее, они могли быть основаны на доктринальных разногласиях. Досектантский буддизм, однако, не имел Абхидхаммических писаний, за исключением, пожалуй, основных положений, и не все ранние школы разрабатывали Абхидхаммическую литературу.
Через несколько сотен лет после появления буддизма Махаяны (в пятом веке Нашей эры), ранние буддийские школы вступили в период упадка Индии, тогда буддизм Махаяны становился все более авторитетным в кругах верующих. В 7 веке Китайский пилигрим Сюаньцзан сообщал, что не-махаянские буддисты продолжали содержать большинство буддистов Индии в те времена, и вполне вероятно, что в целом это происходило вплоть до упадка буддизма в Индии.
Махаяна сохранила очень старую «доканоническую» традицию Буддизма, которая в значительной степени, но не полностью, была исключена из канона Тхеравады.
Махаяна сохранила древние идеи от которых отказалась Тхеравада, такие как доктрина Трех Тел Будды, идея сознания (Виджняна) как континуума, а также почитание буддийского пантеона.
Элементы этого Доканонического Буддизма пережили канонизацию, последующую фильтрацию идей и возродились в Махаяне.
Традиции Тхеравады и Махаяны «различные, но одинаково надежные записи Доканонического Буддизма, который теперь утерян навсегда».

## Хронология
| Хронология развития и распространения буддийских школ (450 год до н. э. – 1300 год н. э.) |                                 |                        |                        |                                                   |                                                   |                                                   |                                                   |                                                   |                   |                   |                   |
|                                                                                           |                                 |                        |                        |                                                   |                                                   |                                                   |                                                   |                                                   |                   |                   |                   |
|                                                                                           | 450 до н.э.                     | 450 до н.э.            | 250 до н.э.            | 100 н.э.                                          | 100 н.э.                                          | 500                                               | 500                                               | 700                                               | 800               | 800               | 1200              |
|                                                                                           |                                 |                        |                        |                                                   |                                                   |                                                   |                                                   |                                                   |                   |                   |                   |
| Индия                                                                                     | ранняя Сангха                   |                        |                        |                                                   |                                                   |                                                   |                                                   |                                                   |                   |                   |                   |
| Индия                                                                                     | ранняя Сангха                   | Школы раннего буддизма | Школы раннего буддизма | Школы раннего буддизма                            | Школы раннего буддизма                            | Махаяна                                           | Махаяна                                           | Ваджраяна                                         | Ваджраяна         | Ваджраяна         |                   |
| Индия                                                                                     | ранняя Сангха                   | Школы раннего буддизма | Школы раннего буддизма | Школы раннего буддизма                            | Школы раннего буддизма                            |                                                   |                                                   |                                                   |                   |                   |                   |
| Индия                                                                                     | ранняя Сангха                   |                        |                        |                                                   |                                                   |                                                   |                                                   |                                                   |                   |                   |                   |
| Индия                                                                                     | ранняя Сангха                   |                        |                        |                                                   |                                                   |                                                   |                                                   |                                                   |                   |                   |                   |
|                                                                                           |                                 |                        |                        |                                                   |                                                   |                                                   |                                                   |                                                   |                   |                   |                   |
| Шри-Ланка и Юго-Восточная Азия                                                            |                                 |                        | Тхеравада              | Тхеравада                                         |                                                   |                                                   |                                                   |                                                   |                   |                   |                   |
| Шри-Ланка и Юго-Восточная Азия                                                            |                                 |                        |                        |                                                   |                                                   |                                                   |                                                   |                                                   |                   |                   |                   |
| Шри-Ланка и Юго-Восточная Азия                                                            |                                 |                        | Тхеравада              | Тхеравада                                         | Ваджраяна в Юго-Восточной Азии                    |                                                   |                                                   |                                                   |                   |                   |                   |
|                                                                                           |                                 |                        |                        |                                                   |                                                   |                                                   |                                                   |                                                   |                   |                   |                   |
| Центральная Азия                                                                          |                                 |                        | Греко-буддизм          | Греко-буддизм                                     | Греко-буддизм                                     | Греко-буддизм                                     |                                                   | Тибетский буддизм                                 | Тибетский буддизм | Тибетский буддизм | Тибетский буддизм |
| Центральная Азия                                                                          |                                 |                        |                        |                                                   |                                                   |                                                   |                                                   | Тибетский буддизм                                 | Тибетский буддизм | Тибетский буддизм | Тибетский буддизм |
| Центральная Азия                                                                          | Буддизм Великого Шёлкового пути |                        |                        |                                                   |                                                   |                                                   |                                                   | Тибетский буддизм                                 | Тибетский буддизм | Тибетский буддизм | Тибетский буддизм |
|                                                                                           |                                 |                        |                        |                                                   |                                                   |                                                   |                                                   |                                                   |                   |                   |                   |
| Дальневосточный буддизм                                                                   |                                 |                        |                        | Чань, Тэндай, Буддизм Чистой Земли, Дзэн, Нитирэн | Чань, Тэндай, Буддизм Чистой Земли, Дзэн, Нитирэн | Чань, Тэндай, Буддизм Чистой Земли, Дзэн, Нитирэн | Чань, Тэндай, Буддизм Чистой Земли, Дзэн, Нитирэн | Чань, Тэндай, Буддизм Чистой Земли, Дзэн, Нитирэн | Сингон            | Сингон            | Сингон            |
| Дальневосточный буддизм                                                                   |                                 |                        |                        | Чань, Тэндай, Буддизм Чистой Земли, Дзэн, Нитирэн | Чань, Тэндай, Буддизм Чистой Земли, Дзэн, Нитирэн | Чань, Тэндай, Буддизм Чистой Земли, Дзэн, Нитирэн | Чань, Тэндай, Буддизм Чистой Земли, Дзэн, Нитирэн | Чань, Тэндай, Буддизм Чистой Земли, Дзэн, Нитирэн |                   |                   |                   |
|                                                                                           |                                 |                        |                        |                                                   |                                                   |                                                   |                                                   |                                                   |                   |                   |                   |
|                                                                                           | 450 до н.э.                     | 450 до н.э.            | 250 до н.э.            | 100 н.э.                                          | 100 н.э.                                          | 500                                               | 500                                               | 700                                               | 800               | 800               | 1200              |
| \| \| Обозначения: \| \| = Тхеравада \| \| = Махаяна \| \| = Ваджраяна \|                 |                                 |                        |                        |                                                   |                                                   |                                                   |                                                   |                                                   |                   |                   |                   |
|                                                                                           | Обозначения:                    |                        | = Тхеравада            |                                                   | = Махаяна                                         |                                                   | = Ваджраяна                                       |                                                   |                   |                   |                   |

## Общие предубеждения исследований
Бхикку Суджато подчёркивает предубеждения, которые окружают наибольшую часть научных исследований раннего буддизма: «Я считаю себя не в состоянии принять многие выводы современных исследований, большее, чем я могу согласиться с традициями школ. Мне кажется, что большая часть современных работ, в то время как она добилась большого, мешают проблемы, которые запутывают буддийские исследования в целом: некритическое восприятие текстовых доказательств по археологическим находкам; предвзятость в сторону любой южной или северной традиции; опора на неточные или ошибочные показания вторичных работ или переводов; упрощённые и нереалистичные понятия религиозной жизни в целом и монашеской жизни в частности; отсутствие понимания Винаи; изучение без опыта поздних ситуаций в ранние времена; и, возможно, самое главное, недостаточное понимание мифа, так что 'историческая' информация отрывается от мифического контекста который придаёт ей смысл».

## Комментарии
1. ↑  See also Atthakavagga and Parayanavagga